# 周栻
周栻（1745年—？），字靜溪，號藕堂，甘肅省寧夏府寧夏縣（今屬寧夏回族自治區銀川市）人，清朝政治人物，進士出身。

## 經歷
乾隆五十四年（1789年）己酉科第二甲第十七名進士。選入翰林院漢書二甲庶吉士。乾隆五十五年（1790年）四月散館，授翰林院編修。嘉慶二年（1797年）考選都察院山東道監察御史。嘉慶六年（1801年）升授都察院刑科給事中。嘉慶九年（1804年）升吏科掌印給事中。嘉慶十年（1805年）以吏科掌印給事中差任巡漕御史巡視天津漕務。閏六月，因巡視漕務期間違法娶妾倪氏革職，雖經長蘆鹽政達靈阿奏陳周栻因年老無子才置妾，無曖昧不明情事，仍遭吏部請旨依溺職之例革職。